# Ludwig von Benedek
Pour les articles homonymes, voir Benedek.

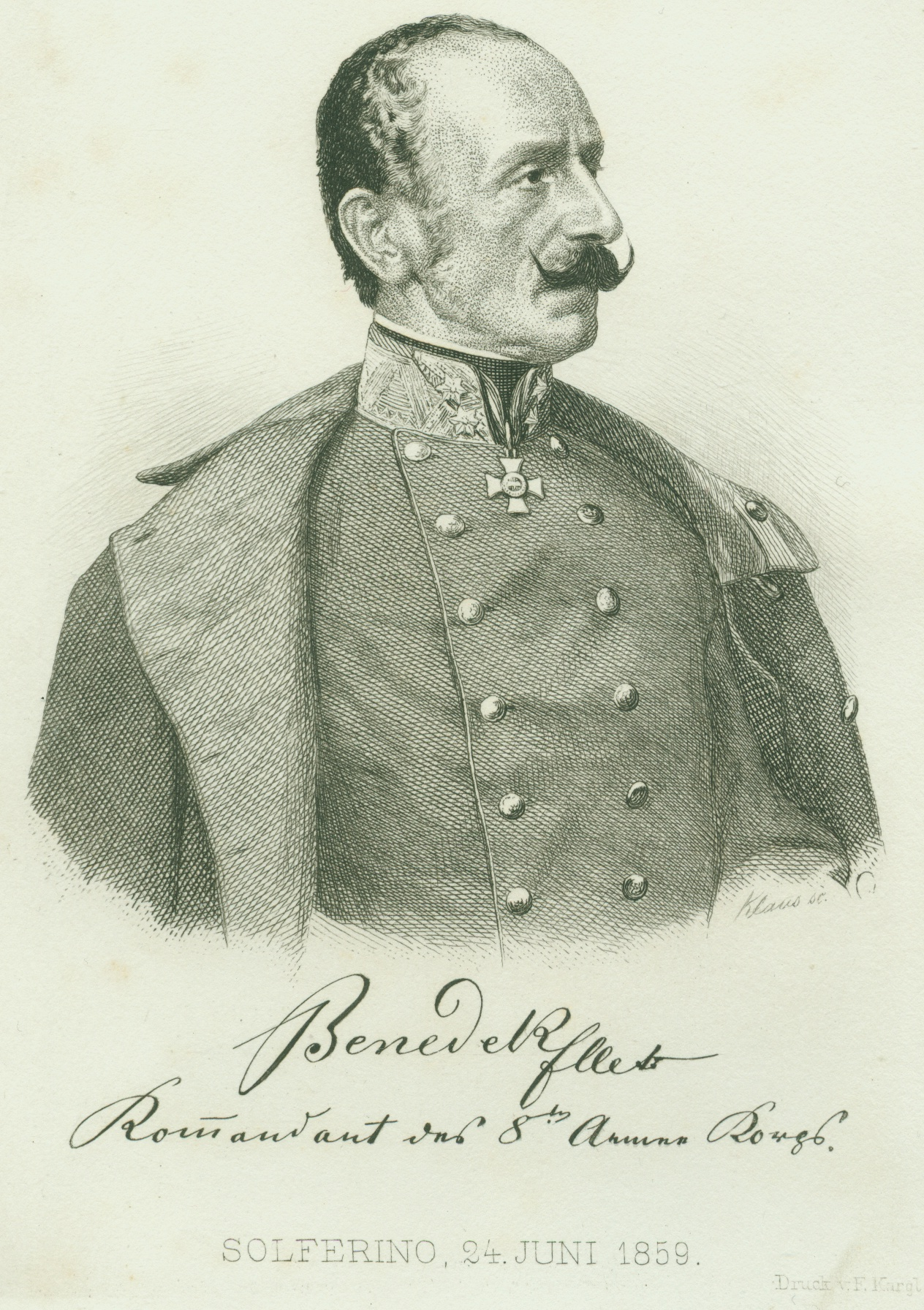
Ludwig von Benedek (gravure de 1859).

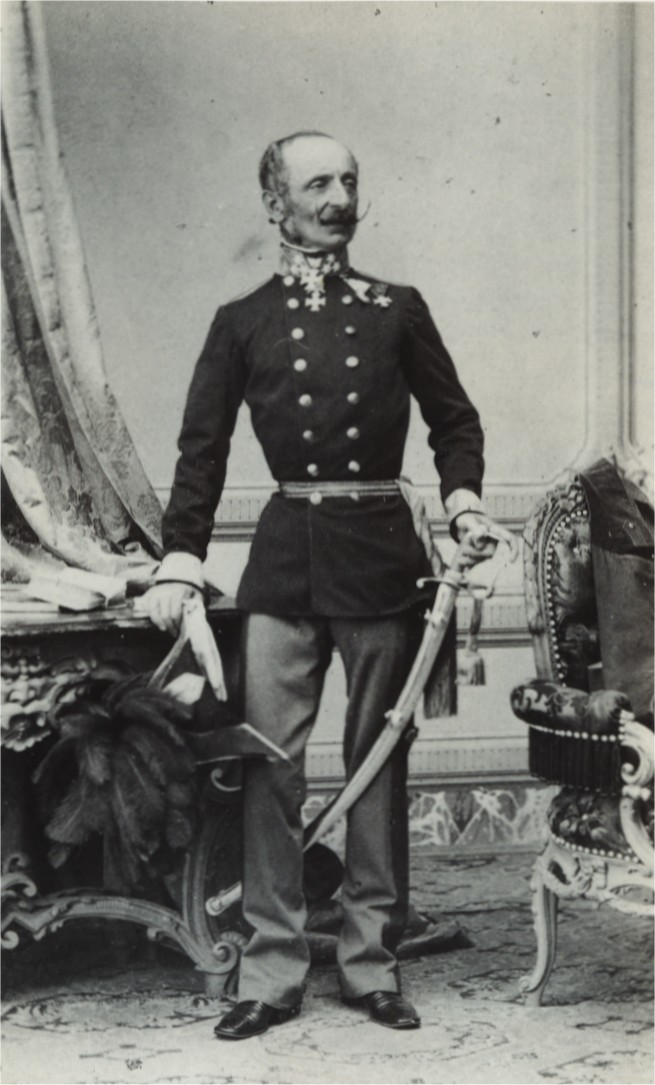
Ludwig von Benedek : photographie de Ludwig Angerer (1860).

Ludwig von Benedek, né le 14 juillet 1804 à Sopron et mort le 27 avril 1881 à Graz, est un général autrichien.
Il se distingua dans la campagne de 1848 contre le Piémont sous les ordres de Joseph Radetzky, et dans la guerre de Hongrie (1849), mais fut battu à la bataille de Sadowa par l'armée prussienne (1866).

## Biographie

### Premières années
Fils d'un médecin, Ludwig von Benedek a été formé à l’Académie militaire de Wiener Neustadt. En 1822 il est affecté comme enseigne dans l'armée , reçoit son brevet de lieutenant en 1833 et est détaché auprès du Quartier-général de l'armée d'Italie. Il est promu capitaine en 1835, commandant en 1840 et affecté comme aide de camp auprès du QG en Galicie. Il est promu au grade de lieutenant-colonel en 1843 et, après avoir soutenu avec succès le choc d'un soulèvement brutal en Galicie occidentale au mois de février 1846, à celui de colonel. Il reçut à cette occasion le surnom de « faucon de la Vistule », et fut élevé au rang de chevalier de l'Ordre impérial de Léopold. Cette distinction le faisait entrer de plein droit dans la noblesse autrichienne.

### Commandant en Italie
Au mois d'août 1847, Benedek reçut le commandement du 33e régiment d'infanterie comte Gyulai en Italie. Dès les premiers soulèvements à Milan, il fit sortir son régiment de sa garnison de Pavie et lui fit rallier le gros de l’armée. Le 5 avril 1848, on lui confia le commandement d'une brigade. Il se distingua à plusieurs reprises au cours de la première guerre d'indépendance italienne, et plus particulièrement le 29 mai à Curtatone, où il mena l’assaut décisif à la tête de sa brigade. Ce fait d'armes lui valut l'ordre militaire de Marie-Thérèse ; et dès le lendemain il prenait part à la bataille de Goito.
Lors de la campagne de 1849, il gagna de nouveaux lauriers avec la prise de Mortara (21 mars) puis la bataille de Novare. L’archiduc Albert, le général de Benedek, en reconnaissance de ses services, le recommanda à son père, l’archiduc Charles, vainqueur à Aspern. Le 3 avril 1849, il fut promu général de brigade et affecté comme chef d’État-major de la 2e Armée d'Italie.

### La révolution hongroise
Alors qu’éclatait la révolution hongroise de 1848, Benedek fut versé dans l’armée de Hongrie et prit part à la répression des émeutes de Raab. Blessé à Szőny, il fut nommé chef du quartier-général de la IIe armée d’Italie et promu en 1853 général de division (Feldmarschall-Leutnant). L’année suivante, on lui confiait le commandement du IVe corps d'armée stationné à Lemberg, chargé de surveiller la frontière de Galicie au cours de la guerre de Crimée.

### Un exploit: la bataille de San Martino
Au printemps 1859, Ludwig von Benedek prit le commandement du VIIIe corps d'armée (stationné à Crémone) en vue de la campagne d'Italie (1859). Le 27 mai 1859, il était promu général d'armée (ce qui est le grade immédiatement inférieur à celui de Feldmarschall dans l'armée autrichienne). Alors que, le 24 juin, l'armée du jeune souverain François-Joseph était écrasée par l'armée française à Solférino, à quelques kilomètres plus au nord, Ludwig von Benedek se trouvait seul aux prises avec toute l'armée de Victor-Emmanuel de Piémont-Sardaigne, et engageait la bataille de San Martino. Les régiments autrichiens repoussèrent d'abord les Piémontais, forçant le roi de Sardaigne à interrompre la marche de la brigade Aoste vers Solferino, et la retrancher vers San Martino. Le combat qui s'ensuivit demeura longtemps indécis, et la colline de San Martino changea de mains à sept reprises. Entretemps, le général Benedek avait reçu l'ordre de battre en retraite, mais il n'obtempéra pas. Les Piémontais ne parvinrent à déloger les derniers contingents autrichiens que vers 21 heures. En reconnaissance de ce haut fait, et malgré sa désobéissance, Benedek fut décoré de la croix de commandeur de l'ordre de Marie-Thérèse.
Comme Benedek était le seul des généraux autrichiens à avoir été victorieux au cours de la Première guerre d’indépendance italienne, on le nomma le 30 janvier 1860 chef d’État-major, puis le 19 avril suivant, gouverneur de Hongrie et enfin le 20 octobre 1860, commandant en chef des armées autrichiennes de Vénétie et des provinces alpines. Le 18 avril 1861, il était nommé membre à vie de la chambre des pairs (Herrenhaus) d'Autriche, qui était alors la Chambre haute du Reichsrat.

### L'échec de Sadowa

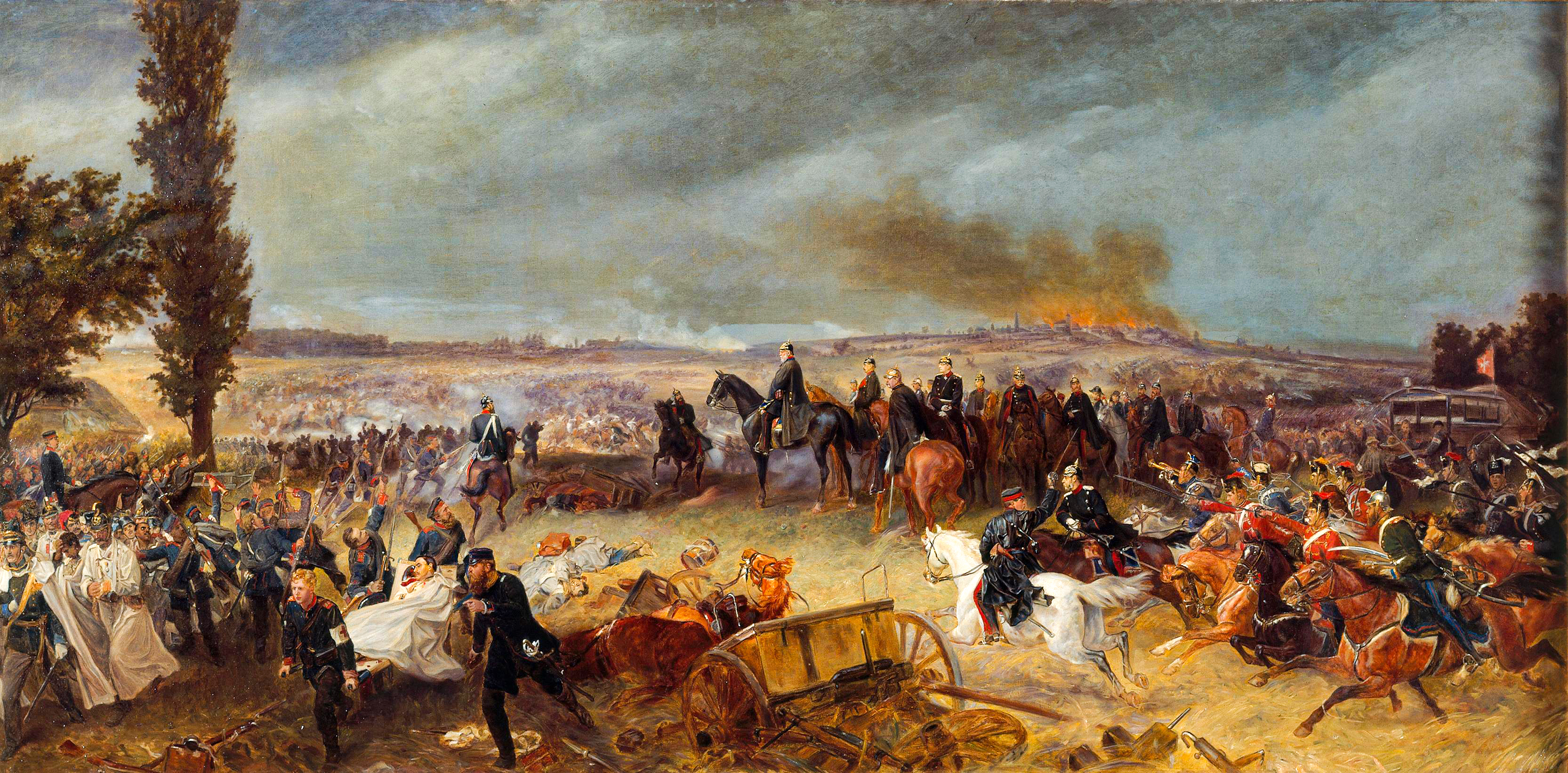
La bataille de Sadowa (toile de Georg Bleibtreu).

Auréolé de ses exploits, il bénéficiait désormais d'une telle estime et d'une telle popularité que, lorsqu’éclata la guerre austro-prussienne de 1866, on le nomma général en chef de l'armée du Nord, en dépit du fait que ce rôle eût dû échoir à l’archiduc Albert. Benedek redoutait cette nomination, conscient qu'il ignorait tout autant le théâtre d'opération de Saxe-Bohême que l'ennemi qu'il allait devoir affronter ; il se soumit pourtant par égard pour les intérêts dynastiques des Habsbourg, bien qu'il n'eût encore aucune expérience de la direction d'un État-major entier : il allait devoir s'en remettre à la compétence de ses généraux. Quoi qu'il en soit, une défaite du prince Albert aurait certainement entraîné l'abdication de François-Joseph.
Au surplus, la modernisation de l’armée avait pris beaucoup de retard, et il allait falloir toute l'habileté des généraux autrichiens pour faire la différence. Le fusil Dreyse, déjà considéré comme dépassé à l'époque, n'avantagea pas les Prussiens, car Benedek avait minutieusement choisi ses positions, et Königgrätz était offerte à l'artillerie autrichienne, encore très supérieure à l'artillerie prussienne, puisqu'elle disposait déjà du canon rayé. Quoi qu’il en soit, l'infanterie autrichienne avait déjà perdu 77 % de ses effectifs entre Skalitz, Trautenau, Hühnerwasser et Schweinschädel à cause de la cadence de tir élevée des Prussiens ; mais les négligences dans l'armement des troupes et les erreurs du général Alfred von Henikstein (en) et de son aide de camp allaient s'avérer encore plus décisives.
La bataille de Sadowa marque un tournant dans l'histoire militaire, car elle a fait du mot d'ordre « progresser en ordre dispersé, frapper en masse » (Getrennt (auf-)marschieren, aber vereint schlagen) la formule gagnante de toute percée d'infanterie, et elle a démontré les atouts décisifs que constituent la capacité de projection par les chemins de fer (Strategische Bahn) et un service de télétransmissions fiable.
Cette fois, la stratégie de Benedek fut moins inspirée et moins décidée qu'auparavant. Pris de court par la progression rapide des Prussiens, il commit l'erreur de disperser ses troupes ; en outre, il ne s'opposa pas réellement à l'intrusion de l'armée du prince-héritier Frédéric-Guillaume en Bohême et préféra jouer son va-tout sur l’attaque décisive du 3 juillet 1866 à Sadowa, en dépit qu'une défaite serait cette fois catastrophique pour toute l'armée austro-hongroise, puisqu'elle la repousserait contre l'Elbe.
Malgré la déroute de l’armée autrichienne, Benedek parvint à sauver l'essentiel de l'armée en s'ouvrant la route d’Olmütz et de là, celle de la Hongrie : « Lorsque, vers 21 h, le dernier coup de feu fut tiré, des quelque 215 000 Autrichiens que ... Benedek avait engagés contre les 221 000 Prussiens, 180 000 hommes parvinrent à s'échapper de la manœuvre en étau de Moltke ».
Dans son ouvrage Königgrätz, l'historien américain Gordon A. Craig explique cet exploit à la fois par le caractère hasardeux de la manœuvre d'étau, et par le fait que le commandant de l'aile droite de l'armée de l'Elbe prussienne, le général Herwarth von Bittenfeld aurait dû sans cesse défendre sa ligne de repli. C'est ainsi que la cible idéale de von Moltke, le « chaudron » où s'étaient repliés les Autrichiens, fut finalement épargnée : Herwath renonça à barrer la route de Sadowa, permettant à ses ennemis de s'enfuir.

### Déchu de son commandement
La défaite de Sadowa avait considérablement affaibli la politique étrangère et intérieure de l'empereur François-Joseph. Avec le triomphe de la solution petite-allemande, à savoir la mise à l'écart de l'Autriche par la Confédération germanique, la Prusse prenait définitivement l'hégémonie en Allemagne.
Ludwig von Benedek fut déchu de son commandement et remplacé à la tête de l'état-major par l’archiduc Albert. La haute cour martiale ouvrit un procès contre lui et d'autres généraux, mais la procédure fut toutefois annulée sur ordre de l'empereur ; on lui fit promettre en contrepartie de garder à jamais le silence sur les circonstances de la défaite.
Benedek fut nettement mis en cause par un article du Wiener Zeitung, qui concluait que l'empereur avait finalement accordé sa grâce puisqu'« aucun code de loi n'indique comment il convient de punir une suprême incompétence » (« es gibt kein Gesetzbuch, das den Mangel höchster geistiger Begabung straffällig erklärt »). Profondément affecté par ces attaques, il se retira à Graz, où il termina sa vie dans une « profonde retraite » ; il mourut dans sa villa du no 8 de la Beethovenstraße, le 27 avril 1881. Il est inhumé au cimetière Saint-Leonhard de Graz.